# Luzillat
Cet article possède un paronyme, voir Luzillé.
Luzillat est une commune française, située dans le département du Puy-de-Dôme en région Auvergne-Rhône-Alpes.

## Géographie

### Localisation
Luzillat se situe au nord-est du département du Puy-de-Dôme, dans la plaine de la Limagne, entre Maringues et Puy-Guillaume. La proximité de la rivière Allier lui permet d'avoir une activité agricole relativement importante et même dans le temps de commercer par voie fluviale.
Le village est composé de dix-neuf hameaux en plus du Bourg (dix-huit selon la mairie) : la Barbine, Vialle, Montgacon, Demolle, Vendègre, Villeret, les Fumoux, les Coutans, Villard, les Minots, les Garmins, les Périlèves, la Métairie Basse, l'Armonière, Ruisseau de Char, Chard, les Quatre Chemins, les Janquets et enfin les Pins.
Ses communes limitrophes sont :
| Saint-Denis-Combarnazat | Beaumont-lès-Randan | Mons, Limons |
| Saint-André-le-Coq      | Luzillat            | Charnat      |
| Maringues               |                     | Vinzelles    |

### Géologie et relief
Luzillat est située sur le bassin d'effondrement de la Limagne, au cœur d'une plaine « pas tout à fait plate ».
La commune s'étend sur 23,19 km2 ; l'altitude de la commune varie entre 276 m, « sur la plaine alluviale de l'Allier », à 412 m, « sur la butte de Montgacon ».

### Hydrographie
La commune est située sur la rive gauche de l'Allier. Au sud du territoire, la Morge, cours d'eau long de 68,4 km, se jette à la frontière avec la commune de Vinzelles. Enfin, le Ballon, long de 4,9 km, coule exclusivement dans la commune.

### Voies de communication et transports
Le territoire communal est traversé par les routes départementales 43 (de Maringues à Limons et Puy-Guillaume), 43b (desservant le hameau de la Barbine à l'ouest), 43c (de La Croix Blanche à la RD 55a par l'Armonière), 55 (de Maringues à Mons par Les Fumoux, Demolle et Vendègre), 55a (du chef-lieu à la frontière avec Limons par Les Maréchaux), 94 (de Beaumont-lès-Randan à Luzillat), 329 (desservant Demolle), 334 (de Barnazat, commune de Saint-Denis-Combarnazat, sur la RD 1093, au hameau de Murol, par les Fumoux).

### Climat
Pour des articles plus généraux, voir Climat d'Auvergne-Rhône-Alpes et Climat du Puy-de-Dôme.
En 2010, le climat de la commune est de type climat océanique dégradé des plaines du Centre et du Nord, selon une étude du Centre national de la recherche scientifique s'appuyant sur une série de données couvrant la période 1971-2000. En 2020, Météo-France publie une typologie des climats de la France métropolitaine dans laquelle la commune est exposée à un climat de montagne ou de marges de montagne et est dans la région climatique  Nord-est du Massif Central, caractérisée par une pluviométrie annuelle de 800 à 1 200 mm, bien répartie dans l’année. 
Pour la période 1971-2000, la température annuelle moyenne est de 11,3 °C, avec une amplitude thermique annuelle de 16,4 °C. Le cumul annuel moyen de précipitations est de 790 mm, avec 10,2 jours de précipitations en janvier et 7,8 jours en juillet. Pour la période 1991-2020, la température moyenne annuelle observée sur la station météorologique de Météo-France la plus proche, « Charmes_sapc », sur la commune de Charmes à 18 km à vol d'oiseau, est de 11,9 °C et le cumul annuel moyen de précipitations est de 675,4 mm,. Pour l'avenir, les paramètres climatiques de la commune estimés pour 2050 selon différents scénarios d'émission de gaz à effet de serre sont consultables sur un site dédié publié par Météo-France en novembre 2022.

## Urbanisme

### Typologie
Au 1er janvier 2024, Luzillat est catégorisée commune rurale à habitat dispersé, selon la nouvelle grille communale de densité à sept niveaux définie par l'Insee en 2022.
Elle est située hors unité urbaine. Par ailleurs la commune fait partie de l'aire d'attraction de Clermont-Ferrand, dont elle est une commune de la couronne,. Cette aire, qui regroupe 209 communes, est catégorisée dans les aires de 200 000 à moins de 700 000 habitants,.

### Occupation des sols
L'occupation des sols de la commune, telle qu'elle ressort de la base de données européenne d’occupation biophysique des sols Corine Land Cover (CLC), est marquée par l'importance des territoires agricoles (83,2 % en 2018), une proportion identique à celle de 1990 (83,2 %). La répartition détaillée en 2018 est la suivante : terres arables (53,5 %), zones agricoles hétérogènes (25,8 %), forêts (11,5 %), zones urbanisées (5,4 %), prairies (3,9 %). L'évolution de l’occupation des sols de la commune et de ses infrastructures peut être observée sur les différentes représentations cartographiques du territoire : la carte de Cassini (XVIIIe siècle), la carte d'état-major (1820-1866) et les cartes ou photos aériennes de l'IGN pour la période actuelle (1950 à aujourd'hui).

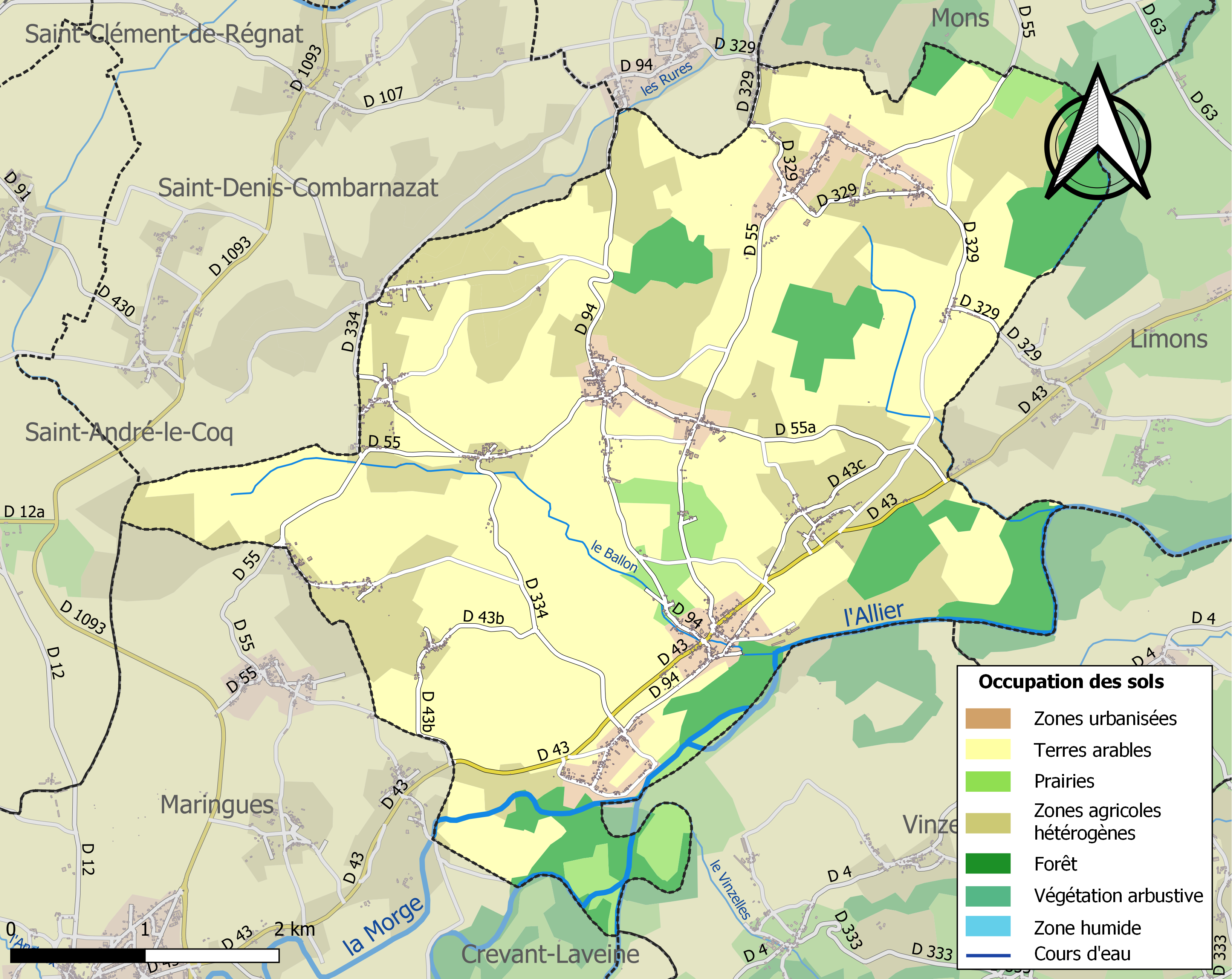
Carte des infrastructures et de l'occupation des sols de la commune en 2018 (CLC).

## Toponymie
La commune doit son nom à un Gallo-Romain nommé Lucilius. Elle a vécu l'histoire de notre territoire, que ce soit lors de l'Empire romain, du Moyen Âge, pendant la Révolution ou en cette fin de millénaire.
Elle a porté les noms successifs : Nisiacum (978), Vicus Lucidiaci (1030), Luziliocum (1032), Luzillac (1243), Luzeillac (1283), Luzillac (1286), Luzilhiacum (1406).

## Histoire

### Ancien Régime
La seigneurie de Luzillat fut un fief d'une branche cadette de la maison de Vichy à partir du XIVe siècle.
Le premier seigneur de Luzillat fut Dalmas de Vichy fils de Raoul, seigneur de Vichy.
En 1789, le dernier seigneur de Luzillat était Marc Hermand Théodore de Vichy.

## Politique et administration

### Découpage territorial
La commune de Luzillat est membre de la communauté de communes Plaine Limagne, un établissement public de coopération intercommunale (EPCI) à fiscalité propre créé le 1er janvier 2017 dont le siège est à Aigueperse. Ce dernier est par ailleurs membre d'autres groupements intercommunaux. Jusqu'au 31 décembre 2016, elle faisait partie de la communauté de communes Limagne Bords d'Allier.
Sur le plan administratif, elle est rattachée à l'arrondissement de Riom depuis le 1er janvier 2017, à la circonscription administrative de l'État du Puy-de-Dôme et à la région Auvergne-Rhône-Alpes. Luzillat dépendait du district de Thiers de 1793 à 1801.
Sur le plan électoral, elle dépend du canton de Maringues pour l'élection des conseillers départementaux, depuis le redécoupage cantonal de 2014 entré en vigueur en 2015, et de la cinquième circonscription du Puy-de-Dôme pour les élections législatives, aussi bien avant qu'après le dernier découpage électoral de 2010.

### Élections municipales et communautaires

#### Élections de 2020
Le conseil municipal de Luzillat, commune de plus de 1 000 habitants, est élu au scrutin proportionnel de liste à deux tours (sans aucune modification possible de la liste), pour un mandat de six ans renouvelable. Compte tenu de la population communale, le nombre de sièges à pourvoir lors des élections municipales de 2020 est de 15. Les quinze conseillers municipaux, issus d'une liste unique, sont élus au premier tour, le 15 mars 2020, avec un taux de participation de 46,34 %.
Deux sièges sont attribués à la commune au sein du conseil communautaire de la communauté de communes Plaine Limagne.

#### Chronologie des maires
| Période                                  | Période                       | Identité                    | Étiquette | Qualité                                                                                    |
| ---------------------------------------- | ----------------------------- | --------------------------- | --------- | ------------------------------------------------------------------------------------------ |
| Les données manquantes sont à compléter. |                               |                             |           |                                                                                            |
| 1876                                     | 1881                          | Quintien Bouche             |           |                                                                                            |
| 1881                                     | 1894                          | Gabriel Teilhard de Chardin |           |                                                                                            |
| 1894                                     | 1907                          | Quintien Bouche             |           |                                                                                            |
| 1907                                     | 1919                          | Gustave Robillon            |           |                                                                                            |
| 1919                                     | 1925                          | Gabriel Teilhard de Chardin |           |                                                                                            |
| 1925                                     | 1929                          | René Montel                 |           |                                                                                            |
| 1929                                     | 1941                          | Gabriel Teilhard de Chardin |           |                                                                                            |
| 1941                                     | 1942                          | François Sauzade            |           |                                                                                            |
| 1942                                     | 1944                          | Antonin Vallaude            |           |                                                                                            |
| 1944                                     | 1945                          | Henry Grenet                |           |                                                                                            |
| 1945                                     | 1959                          | Antonin Vallaude            |           |                                                                                            |
| 1959                                     | 1965                          | Henri Pouzier               |           |                                                                                            |
| 1965                                     | 1977                          | Pierre Ambard               |           |                                                                                            |
| 1977                                     | 2001                          | Claude Olagnon              |           |                                                                                            |
| mars 2001                                | En cours (au 15 octobre 2021) | Claude Raynaud,             | DVD       | Agriculteur Président de la communauté de communes Plaine Limagne depuis le 9 octobre 2017 |

## Population et société

### Démographie
L'évolution du nombre d'habitants est connue à travers les recensements de la population effectués dans la commune depuis 1793. Pour les communes de moins de 10 000 habitants, une enquête de recensement portant sur toute la population est réalisée tous les cinq ans, les populations de référence des années intermédiaires étant quant à elles estimées par interpolation ou extrapolation. Pour la commune, le premier recensement exhaustif entrant dans le cadre du nouveau dispositif a été réalisé en 2004.

En 2022, la commune comptait 1 157 habitants, en évolution de +4,23 % par rapport à 2016 (Puy-de-Dôme : +2,1 %, France hors Mayotte : +2,11 %).
| 1793  | 1800  | 1806  | 1821  | 1831  | 1836  | 1841  | 1846  | 1851  |
| ----- | ----- | ----- | ----- | ----- | ----- | ----- | ----- | ----- |
| 1 877 | 1 800 | 2 007 | 2 062 | 2 159 | 2 197 | 2 135 | 2 121 | 2 048 |

| 1856  | 1861  | 1866  | 1872  | 1876  | 1881  | 1886  | 1891  | 1896  |
| ----- | ----- | ----- | ----- | ----- | ----- | ----- | ----- | ----- |
| 2 004 | 1 981 | 1 893 | 1 843 | 1 774 | 1 658 | 1 626 | 1 560 | 1 617 |

| 1901  | 1906  | 1911  | 1921  | 1926  | 1931  | 1936 | 1946 | 1954 |
| ----- | ----- | ----- | ----- | ----- | ----- | ---- | ---- | ---- |
| 1 527 | 1 452 | 1 362 | 1 159 | 1 145 | 1 049 | 995  | 913  | 810  |

| 1962 | 1968 | 1975 | 1982 | 1990 | 1999 | 2004 | 2006 | 2009 |
| ---- | ---- | ---- | ---- | ---- | ---- | ---- | ---- | ---- |
| 790  | 764  | 716  | 669  | 747  | 775  | 797  | 800  | 950  |

| 2014  | 2019  | 2022  | - | - | - | - | - | - |
| ----- | ----- | ----- | - | - | - | - | - | - |
| 1 072 | 1 134 | 1 157 | - | - | - | - | - | - |

### Enseignement
Luzillat dépend de l'académie de Clermont-Ferrand.
Les élèves commencent leur scolarité à l'école élémentaire publique de la commune, puis au collège de Maringues et au lycée Virlogeux ou Pierre-Joël-Bonté de Riom.

## Culture locale et patrimoine

### Lieux et monuments
- La butte de Montgacon : elle fait partie des nombreuses mottes de la région. Connue depuis 1056, la butte de Montgacon garde la trace d'un château qui fut démoli en 1633. Son nom vient d'une colonie de Gascons venus s'établir sur le site en 582 à la demande du duc d'Aquitaine. Un château a été construit pour protéger la frontière du duché. Il était tenu par la famille de Montgascon ou Montgacon. Il est cité pour la première fois dans un texte de 1052 du roi Henri Ier confirmant la donation de sa chapelle à l'abbaye de La Chaise-Dieu. Le château a été la propriété des comtes d'Auvergne après le mariage, en 1279, de Robert Ier, comte d'Auvergne et de Boulogne, avec Béatrice de Montgacon. Le château est pris par les Anglais en 1457 et incendié ainsi que le village. Il est reconstruit et de nouveau incendié. En 1632, le cardinal de Richelieu a demandé à Fortia d'Urbain de la démolir. Il ne restait plus qu'une tour et la chapelle[39]. Au sommet a été installée en 1953 une statue de Notre-Dame des Moissons, haute de 4 m. Chaque année un pèlerinage a lieu le 1er dimanche de juillet.

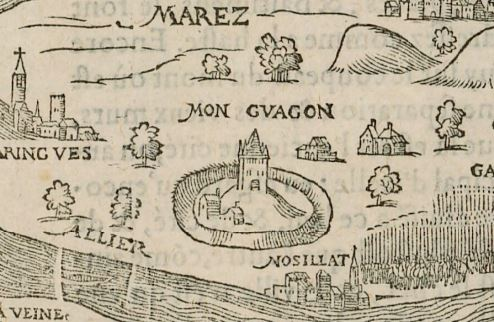
La butte de Montgacon dans La Cosmographie universelle de tout le monde en laquelle, suivant les auteurs plus dignes de foy, sont au vray descriptes toutes les parties habitables & non habitables de la terre et de la mer...

- L'église Saint-Étienne : elle se situe au centre de la paroisse Saint Nicolas sur Dore Allier[réf. souhaitée].

### Les associations
- Amicale des pompiers : Animations et festivités des pompiers
- Amicale Laïque : Animations pour financer des activités scolaires et extra-scolaires (gym, danse...)
- Association des Parents d'Eleves : Activités pour financer des activités scolaires
- Biblio@net & Loisirs : Lecture grâce à la bibliothèque, cours d'informatique, loisirs divers tel que scrapbooking, panier, encadrement
- Cavaliers des bords d'Allier : Se retrouver autour du cheval et utiliser la carrière de la Croix des Rameaux
- Chaîne de fidélité à Tata Lulu: Sauvegarde de la radio locale
- Club Marche : Organisation de marches
- Comité des fêtes de Demolle : Animation du hameau de Demolle
- Comité des fêtes de Vendègre : Animation du village de Vendègre et des villages environnants
- Conscrits : Animation et rencontre des jeunes de la commune
- Foyer des Lilas : Animations pour les aînés
- Groupe faribole : Théâtre
- Le Comité des fêtes de Luzillat : Animations du Bourg
- Les Gloutons : Repas à thèmes pour les enfants, à la découverte du goût
- Luz'couture : Activité : Cours de couture
- Société de Chasse :  Gestion du domaine de chasse